# Dommartin-le-Saint-Père
Dommartin-le-Saint-Père település Franciaországban, Haute-Marne megyében. Lakosainak száma 273 fő (2022. január 1.). Dommartin-le-Saint-Père Mertrud, Sommevoire, Bailly-aux-Forges, Baudrecourt, Courcelles-sur-Blaise, Dommartin-le-Franc és Doulevant-le-Château községekkel határos.

## Népesség
A település népességének változása:
| Lakosok száma | 427  | 337  | 298  | 279  | 276  | 275  | 276  | 280  | 282  | 273  |
|               | 1968 | 1982 | 1990 | 2006 | 2013 | 2015 | 2017 | 2019 | 2020 | 2022 |